# Kanton Nantes-6
Kanton Nantes-6 (fr. Canton de Nantes-6) je francouzský kanton v departementu Loire-Atlantique v regionu Pays de la Loire. Tvoří ho pouze část města Nantes.